# Oelete (Fluss)
Der Oelete ist ein Fluss in der osttimoresischen Exklave Oe-Cusse Ambeno.

## Verlauf
Der Oelete entspringt im Grenzgebiet zwischen den beiden Sucos Usitaco im Osten und Beneufe im Westen (beide im Verwaltungsamt Nitibe). Auf seinem Lauf nach Norden bildet er die Grenze zwischen den beiden Sucos. Der Fluss mündet schließlich bei den Dörfern Baocnana und Oelete in die Sawusee.